# ألبرت باركر (رجل أعمال)
ألبرت باركر (بالإنجليزية: Albert Parker)‏ هو شخصية أعمال أمريكي، ولد في 10 يناير 1916م في كلاكستون في الولايات المتحدة، وتوفي في 21 مايو 1995م.